# Сан-Мартіно-ді-Венецце
Сан-Мартіно-ді-Венецце (італ. San Martino di Venezze, вен. San Martin de Venezze) — муніципалітет в Італії, у регіоні Венето,  провінція Ровіго.
Сан-Мартіно-ді-Венецце розташований на відстані близько 370 км на північ від Рима, 50 км на південний захід від Венеції, 10 км на північний схід від Ровіго.

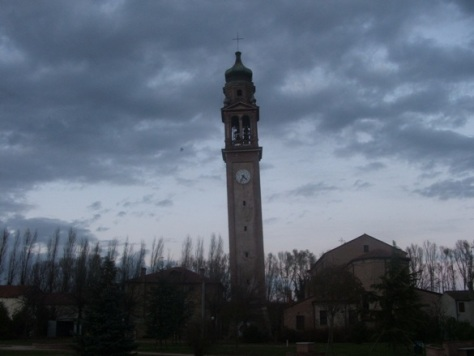

Населення — 3994 особи (2014).

## Демографія
Населення за роками:

Станом на 1 січня 2023 року в муніципалітеті офіційно проживав 191 іноземець з 21 країни, серед них 40 громадян країн Євросоюзу та 6 громадян України.

## Уродженці
- Челестіно Челіо (*1925 — †2008) — італійський футболіст, півзахисник, згодом — футбольний тренер.

## Сусідні муніципалітети
- Адрія
- Ангуїллара-Венета
- Каварцере
- Петторацца-Гримані
- Ровіго
- Вілладозе